# Natalija Zverjeva
Natalija »Nataša« Maratovna Zverjeva (belorusko Наталля Маратаўна Зверава), beloruska tenisačica, * 16. april 1971, Minsk, Sovjetska zveza.
Natalija Zverjeva se je v svoji karieri 36-krat uvrstila v finala turnirjev za Grand Slam, od tega je osvojila dvajset naslovov. V posamični konkurenci je največji uspeh dosegla leta 1988, ko se je uvrstila v finale turnirja za Odprto prvenstvo Francije, kjer jo je premagala Steffi Graf. Na turnirjih za Odprto prvenstvo Anglije se je najdlje uvrstila v polfinale leta 1998, na turnirjih za Odprto prvenstvo Avstralije pa v četrtfinale leta 1995, kot tudi na turnirjih za Odprto prvenstvo ZDA leta 1993. Najuspešnejša je bila v konkurenci ženskih dvojic, kjer se je 31-krat uvrstila v finale in osvojila osemnajst naslovov z najpogostejšo partnerko Gigi Fernández. Šestkrat je osvojila Odprto prvenstvo Francije, petkrat Odprto prvenstvo Anglije, štirikrat Odprto prvenstvo ZDA in trikrat Odprto prvenstvo Avstralije. V mešanih dvojicah je dvakrat osvojila Odprto prvenstvo Avstralije, po enkrat pa nastopila v finalih turnirjev za Odprto prvenstvo ZDA in Odprto prvenstvo Anglije. Nastopila je na poletnih olimpijskih igrah v letih 1988, 1992, 1996 in 2000. Največji uspeh je dosegla na igrah leta 1992, ko je z Lejlo Meški osvojila bronasto medaljo v ženskih dvojicah. Leta 2010 je bila skupaj z Gigi Fernández sprejeta v Mednarodni teniški hram slavnih.

## Finali Grand Slamov

### Posamično (1)

#### Porazi (1)
| Leto | Turnir                    | Nasprotnica v finalu | Rezultat finala |
| 1988 | Odprto prvenstvo Francije | Steffi Graf          | 6–0, 6–0        |

### Ženske dvojice (31)

#### Porazi (13)
| Leto | Turnir                          | Partnerica        | Nasprotnici v finalu                 | Rezultat finala    |
| 1988 | Odprto prvenstvo Anglije        | Larisa Savčenko   | Steffi Graf Gabriela Sabatini        | 6–3, 1–6, 12–10    |
| 1989 | Odprto prvenstvo Anglije (2)    | Larisa Savčenko   | Jana Novotná Helena Suková           | 6–1, 6–2           |
| 1990 | Odprto prvenstvo Francije       | Larisa Savčenko   | Jana Novotná Helena Suková           | 6–4, 7–5           |
| 1991 | Odprto prvenstvo Francije (2)   | Larisa Savčenko   | Gigi Fernández Jana Novotná          | 6–4, 6–0           |
| 1995 | Odprto prvenstvo Avstralije     | Gigi Fernández    | Jana Novotná Arantxa Sánchez Vicario | 6–3, 6–7(3–7), 6–4 |
| 1995 | Odprto prvenstvo Anglije (3)    | Gigi Fernández    | Jana Novotná Arantxa Sánchez Vicario | 5–7, 7–5, 6–4      |
| 1996 | Odprto prvenstvo Francije (3)   | Gigi Fernández    | Lindsay Davenport Mary Joe Fernandez | 6–2, 6–1           |
| 1997 | Odprto prvenstvo ZDA            | Gigi Fernández    | Lindsay Davenport Jana Novotná       | 6–3, 6–4           |
| 1998 | Odprto prvenstvo Avstralije (2) | Lindsay Davenport | Martina Hingis Mirjana Lučić         | 6–4, 2–6, 6–3      |
| 1998 | Odprto prvenstvo Francije (4)   | Lindsay Davenport | Martina Hingis Jana Novotná          | 6–1, 7–6(7–4)      |
| 1998 | Odprto prvenstvo Anglije (4)    | Lindsay Davenport | Martina Hingis Jana Novotná          | 6–3, 3–6, 8–6      |
| 1998 | Odprto prvenstvo ZDA (2)        | Lindsay Davenport | Martina Hingis Jana Novotná          | 6–3, 6–3           |
| 1999 | Odprto prvenstvo Avstralije (3) | Lindsay Davenport | Martina Hingis Ana Kurnikova         | 7–5, 6–3           |

### Mešane dvojice (4)

#### Zmage (2)
| Leto | Turnir                          | Partner    | Nasprotnika v finalu     | Rezultat finala         |
| 1990 | Odprto prvenstvo Avstralije     | Jim Pugh   | Zina Garrison Rick Leach | 4–6, 6–2, 6–3           |
| 1995 | Odprto prvenstvo Avstralije (2) | Rick Leach | Gigi Fernández Cyril Suk | 7–6(7–4), 6–7(3–7), 6–4 |

#### Porazi (2)
| Leto | Turnir                   | Partner  | Nasprotnika v finalu             | Rezultat finala |
| 1990 | Odprto prvenstvo ZDA     | Jim Pugh | Elizabeth Smylie Todd Woodbridge | 6–4, 6–2        |
| 1991 | Odprto prvenstvo Anglije | Jim Pugh | Elizabeth Smylie John Fitzgerald | 7–6(7–4), 6–2   |